# Liste des épisodes de Digimon Appmon
Chronologie
Digimon Fusion Digimon Adventure:
L'anime de cinquante-deux épisodes, Digimon Appmon, produit en 2016 par Toei Animation, est la huitième saison adaptée de la franchise Digimon. La série relate les aventures d'un jeune collégien nommé Haru Shinkai et son partenaire Gatchmon, un Appmon d'application de recherches. Appmon est initialement diffusée au Japon du 1er octobre 2016 au 13 septembre 2017 sur la chaîne de télévision TV Asahi.
Toei Animation présente ce projet au MIPCOM 2016 pour vendre son produit à de futurs distributeurs et/ou diffuseurs. En France, Digimon Appmon est diffusée du 23 octobre 2017 au 26 mai 2018 sur la chaîne du groupe Turner, Boing, dans le bloc « Chasse aux monstres », c'est la première production Digimon directement produite de la version japonaise en France par Toei Animation Europe,, pour une ambition de ventes dans plus de quarante pays. Appmon ne connaît pas de version retravaillée pour le marché international, le client français s'avère être, avec le Portugal, l'unique vente en Occident de cette production. Le parcours en France est de courte durée, elle est retirée de sa diffusion quotidienne après trente-neuf épisodes et disparaît de l'antenne de Boing un mois après sa conclusion. Elle était diffusée aux côtés des succès établis de la chaîne, Yo-kai Watch et Yu-Gi-Oh! Arc-V.
L'intégrale est distribuée le 14 octobre 2019 par Crunchyroll en VOD aux États-Unis, au Canada, en Afrique du Sud, en Australie, en Nouvelle-Zélande, au Royaume-Uni, en Irlande, en Amérique centrale, en Amérique latine et dans les Caraïbes en version originale et avec des sous-titres anglais, portugais brésilien et espagnol latinoaméricain.  
Kōtarō Nakagawa est le compositeur de la bande originale. Le générique d'ouverture des épisodes 1 à 25 s'intitule DiVE d'Amatsuki et celui des épisodes 26 à 52, Gatchen! de SymaG. Le thème de fin des épisodes 1 à 13 s'intitule Aoi Honoo Syndrome (青い炎シンドローム, Aoi honō shindorōmu, Blue Flame Syndrome) de Riho Iida, des épisodes 14 à 25, Ai (アイ, Eye) d'Ami Wajima, des épisodes 26 à 38, Little Pi de Ange☆Reve et des épisodes 39 à 52, Perfect World (パーフェクトワールド) de Traffic Light.

## Épisodes
Les titres présentés proviennent de la première diffusion française et des écrans-titres de la VF.
Sauf indication contraire ou complémentaire, les résumés présentés proviennent des programmes TV pour Boing.
| No | Titre français                                                                        | Titre japonais                                                     | Titre japonais                                                   | Date de 1re diffusion              |
| No | Titre français                                                                        | Kanji                                                              | Rōmaji                                                           | Date de 1re diffusion              |
| --- | ------------------------------------------------------------------------------------- | ------------------------------------------------------------------ | ---------------------------------------------------------------- | ---------------------------------- |
| 1 | Haru Shinkai ! Gatchmon fait son entrée !                                             | 検索結果は新海ハル！ガッチモンあらわる！                           | Kensaku Kekka wa Shinkai Haru! Gacchimon Arawaru!                | 1er octobre 2016 23 octobre 2017   |
| Haru rêve de devenir un héros, comme son ami Yujin. Mais quand Gatchmon, l'Appmon application de recherche, lui propose de devenir un véritable héros en l'accompagnant dans ses aventures, Haru se défile, ne s'estimant pas à la hauteur. Messemon, un Appmon, met la ville sens dessus dessous. Haru parviendra-t-il à surmonter ses peurs pour vaincre Messemon?                                                                                  |                                                                                       |                                                                    |                                                                  |                                    |
| 2 | Un guide peu fiable. Navimon entre en scène !                                         | あやしき道先案内人！拙者ナビモンでござる！                         | Ayashiki Michisaki An'nainin! Sessha Nabimon de gozaru!          | 8 octobre 2016 25 octobre 2017     |
| Un peu partout, les GPS donnent de fausses indications. Haru et Gatchmon découvrent que Navimon, l'Appmon des systèmes de navigation, est infecté par le virus L. Ils entreprennent donc de le combattre afin de régler ce problème. |                                                                                       |                                                                    |                                                                  |                                    |
| 3 | Mon personnage est tout nu ?! Le donjon virtuel de Ropuremon !                        | 育てたキャラがスッポンポン！？ロープレモンの学校ダンジョン！       | Sodateta Kyara ga Supponpon!? Rōpuremon no Gakkō Danjon!         | 15 octobre 2016 26 octobre 2017    |
| Alors que Watson et ses amis perdent toutes leurs données sur le nouveau jeu de rôles Fantasy saga, d'autres pannes affectent l'ensemble du réseau de transport de la ville. Peu à peu Tokyo se transforme en véritable jeu de rôles géant. Haru et Gatchmon ne tardent pas à découvrir que Ropuremon, l'Appmon des jeux de rôle, est derrière tout ça.                                                                                               |                                                                                       |                                                                    |                                                                  |                                    |
| 4 | Tu es fait, dans ton costume ! Cameramon sème la panique à Halloween !                | 仮装のキミをうぃただきます！キャメラモンのハロウィンスキャンダル！ | Kasō no Kimi o ui tadakimasu! Kyameramon no Harowin Sukyandaru!  | 22 octobre 2016 27 octobre 2017    |
| C'est le jour d'Halloween. Gatchmon n'a qu'une envie : découvrir et dévorer le plus grand nombre de friandises. Haru ayant d'autres priorités, il laisse son Appmon aller seul en ville. Trouvant qu'il a été dur avec Gatchmon en l'éconduisant, Haru décide finalement de le rejoindre. |                                                                                       |                                                                    |                                                                  |                                    |
| 5 | Direct du droit dans ton cœur ! Eri, la starlette des Appmons !                       | あなたのハートにドッカンパンチ！エリはアプモンアイドル！           | Anata no Hāto ni Dokkan Panchi! Eri wa Apumon Aidoru!            | 29 octobre 2016 28 octobre 2017    |
| Haru et Gatchmon découvrent qu'une starlette nommée Eri Karan possède aussi une Appli Drive. Ils partent à sa rencontre et tandis qu'ils font connaissance avec Dokamon, l'Appmon des applis des jeux de combat, Dressmon, l'Appmon des applis de mode, sème la panique sur son passage, parce qu'elle est contaminée par le virus. |                                                                                       |                                                                    |                                                                  |                                    |
| 6 | La meilleure critique gastronomique du monde. L'application gastronomique Perorimon ! | 最高のグルメレポート！グルメアプリ・ペロリモン！                   | Saikō no Gurume Repōto! Gurume Apuri・Perorimon!                 | 5 novembre 2016 29 octobre 2017    |
| Eri aimerait améliorer ses performances en matière de compte-rendu gastronomique lors de son émission. Dans ce but, elle contacte Perorimon, l'appli de gastronomie. Il accepte de lui enseigner son art de la critique gastronomique, à condition qu'elle le fasse appli-raître. Mais aussitôt fait, Perorimon s'enfuit. |                                                                                       |                                                                    |                                                                  |                                    |
| 7 | Le troisième Appli Driver ! Torajirô est un AppTuber !                                | ３つ目のアプリドライヴ！虎次郎はアプチューバー！                   | Mitsume no Apuri Doraivu! Torajirō wa Apu Chūbā!                 | 12 novembre 2016 30 octobre 2017   |
| Haru et Gatchmon font la connaissance de Torajirô Asuka, un AppTuber célèbre, qui poste des vidéos en ligne sous le pseudo d'Astra. Ce dernier est également un AppliDriver, dont l'Appmon est Musimon. Haru, Gatchmon, Astra et Musimon découvrent que le temps est perturbé et tentent de régler le problème. |                                                                                       |                                                                    |                                                                  |                                    |
| 8 | Bien sûr que je vais le faire ! Les vidéos comiques d'Astra !                         | 大ピンチで超ノレねえ！？アストラのおもしろ動画大作戦！             | Dai Pinchi de Chō Norenē!? Asutora no Omoshiro Dōga Daisakusen!  | 19 novembre 2016 31 octobre 2017   |
| Torajirô, alias Astra, est le troisième AppliDriver découvert par Haru. C'est une vedette d'Apptube, qui met chaque jour en ligne une vidéo maison d'un défi loufoque qu'il relève. A l'école où il va, tout le monde parle de lui. La rumeur circule qu'Eri et son groupe vont faire une émission TV sur un Apptuber célèbre. Astra et son Appmon Musimon pensent que ce sera lui.                                                                   |                                                                                       |                                                                    |                                                                  |                                    |
| 9 | Qui sera le numéro 1 ? Le tournoi des Appmons dans la cyber-arène !                   | めざせ格付けナンバーワン！アプモン選手権 イン サイバーアリーナ！   | Mezase Kakuzuke Nanbāwan! Apumon Senshuken In Saibā Arīna!       | 26 novembre 2016 1er novembre 2017 |
| Les Appmons s'affrontent dans un grand tournoi, dont l'objectif est de déterminer lequel est le meilleur. Tous prennent la compétition très au sérieux, tandis qu'Haru, Eri et Astra en profitent pour en apprendre davantage sur Léviathan. Mais quelqu'un va venir perturber le tournoi. |                                                                                       |                                                                    |                                                                  |                                    |
| 10 | Le rêve de tout Appmon. La légendaire réunion des 7 Codes !                           | アプモンたちのあこがれ！伝説のセブンコード会！                     | Apumon tachi no Akogare! Densetsu no Sebun Kōdo Kai!             | 3 décembre 2016 2 novembre 2017    |
| Ropuremon et Gomimon ont reçu une invitation de la part de Mailmon pour participer à une réunion des Appmons Seven Codes. Ils décident d'y aller accompagnés d'Haru, Gatchmon, Eri, Dokamon, Astra et Musimon, qui espèrent convaincre les autres Appmons Seven Codes de se joindre à eux pour lutter contre Léviathan. |                                                                                       |                                                                    |                                                                  |                                    |
| 11 | Plongée dans l'océan du web ! A la poursuite du super hacker Rei !                    | Nネットの海にダイブせよ！スーパーハッカー レイを追え！)            | Netto no Umi ni Daibu seyo! Sūpā Hakkā Rei o Oe!                 | 10 décembre 2016 2 novembre 2017   |
| Haru et ses amis sont à la poursuite de Rei, un hacker de talent qui leur a dérobé les Appmon Seven Codes. Pour le retrouver, ils doivent plonger dans l'océan du Net, un ensemble de données cybernétiques. Une fois sur place, Haru, Gatchmon et leurs amis sont confrontés à Sakusimon, un Appmon à la fois très puissant et très dangereux qui veut mettre la main sur leurs Appli Drive. Alors que tout semble perdu, ils sont secourus par Rei. |                                                                                       |                                                                    |                                                                  |                                    |
| 12 | Il faut vaincre Sakusimon avec le Méga-appli-link !                                   | サクシモン 超アプリンクで 打ち破れ！)                              | Sakushimon Chō Apurinku de Uchiyabure!                           | 17 décembre 2016 4 novembre 2017   |
| Haru et ses amis sont à la poursuite de Rei, un hacker de talent qui leur a dérobé les Appmon Seven Codes. Pour le retrouver, ils doivent plonger dans l'océan du Net, un ensemble de données cybernétiques. Une fois sur place, Haru, Gatchmon et leurs amis sont confrontés à Sakusimon, un Appmon à la fois très puissant et très dangereux qui veut mettre la main sur leurs Appli Drive. Alors que tout semble perdu, ils sont secourus par Rei. |                                                                                       |                                                                    |                                                                  |                                    |
| 13 | Noël a disparu ! Calendamon, le voleur de calendrier !                                | クリスマスが消えちゃった！？暦泥棒カレンダモン！                   | Kurisumasu ga Kiechatta!? Koyomi Dorobō Karendamon!              | 24 décembre 2016 4 novembre 2017   |
| C'est le moment des préparatifs de Noël à la librairie du Chêne, mais Calendamon, l'Appmon des calendriers électroniques, se retrouve infecté par le virus de Léviathan et décide de faire disparaître le 24 et le 25 décembre de tous les calendriers. Noël est annulé. Haru et Gatchmon réussissent à remettre Calendamon dans son état normal et tout rentre dans l'ordre.                                                                         |                                                                                       |                                                                    |                                                                  |                                    |
| 14 | Des casse-têtes partout dans la ville ? Puzzlemon est devenu fou !                    | 街中がパズルゲーム！？パズルモン大暴走！)                          | Machijū ga Pazuru Gēmu!? Pazurumon Dai Bōsō!                     | 7 janvier 2017 20 novembre 2017    |
| Haru, Eri, Astra et leurs partenaires Appmon célèbrent la nouvelle année. Ils se promettent de chercher tous ensemble les derniers Appmon Seven Codes pour détruire leur ennemi, Leviathan. Mais une mission plus urgente s'impose à nos héros : un mystérieux Appmon a installé des casse-têtes un peu partout dans la ville, bloquant ainsi l'accès à tous les objets connectés.                                                                    |                                                                                       |                                                                    |                                                                  |                                    |
| 15 | Elle peut lire tout l'avenir ? Les mystérieuses prédictions de Tellermon !            | 未来は全部見えている！？神秘の占い・テラーモン                     | Mirai wa Zenbu Mieteiru!? Shinpi no Uranai・Terāmon              | 14 janvier 2017 21 novembre 2017   |
| Alors que tout le monde se met à utiliser «Teller Teller Fortune», une application de voyance, Gatchmon voit une bonne occasion d'obtenir des indices pour les aider à trouver un nouvel Appmon 7Code. Haru, Eri et Torajirô vont donc à la rencontre de Tellermon, l'Appmon diseuse de bonne aventure. Mais voilà que celle-ci est également infectée par le virus L, sans compter le mystérieux voleur qui s'empare de sa boule de cristal.         |                                                                                       |                                                                    |                                                                  |                                    |
| 16 | Le message qui traverse le temps ! La vérité sur les Appli Drive !                    | 『トキ』を超えたメッセージ アプリドライヴの真実                    | "Toki" o Koeta Messēji - Apuri Doraivu no Shinjitsu              | 21 janvier 2017 22 novembre 2017   |
| Haru entend une voix s'échapper de l'Appli Drive. Il s'avère que celle-ci est celle de son grand-père, Dene'mon, disparu quelques anées plus tôt. Accompagné de ses amis, Haru décide de se rendre à l'université où son grand-père effectuait son travail de chercheur dans le domaine de l'intelligence artificielle. |                                                                                       |                                                                    |                                                                  |                                    |
| 17 | Eri est copiée-collée de partout ? Je ne me ferai pas voler mon concert !             | エリがコピペで大増殖！？とりもどせ、夢のステージ！                 | Eri ga Kopipe de Daizōshoku!? Torimodose, Yume no Sutēji!        | 28 janvier 2017 23 novembre 2017   |
| Ai présente à Eri une fillette qui lui rappelle pourquoi elle a choisi de devenir une star. Mienumon est jalouse de la popularité d'Eri et charge Copipemon, un Appmon avec la fonction copier-coller, de l'arrêter, alors qu'elle s'apprête à chanter sa nouvelle chanson au festival du Nouvel An de Fujimizaka. |                                                                                       |                                                                    |                                                                  |                                    |
| 18 | Resshamon est devenu fou ! Il faut le stopper !                                       | ハルと勇仁の絆 止めろ！暴走レッシャモン！                          | Haru to Yūjin no Kizuna - Tomero! Bōsō Resshamon!                | 4 février 2017 24 novembre 2017    |
| Haru, Eri, Astra, Yujin et leurs Appmons décident de participer à la chasse au trésor du jeu L Treasure, un jeu pour smartphone qui connait un succès mondial. Ils se rendent au parc de Kameura pour trouver l'un des trésors les plus rares, mais en chemin, le train et l'Appmon qui le dirige, Resshamon, sont piratés par Virusmon, un sbire de Mienumon et Coachmon, dont la fonction est de répandre le virus L.                               |                                                                                       |                                                                    |                                                                  |                                    |
| 19 | L'océan du net est en grand danger. Le temps de l'Appli-Fusion ultime est venu !      | ネットの海が大ピンチ！『トキ』は来た、極アプ合体！！               | Netto no Umi ga Dai Pinchi! "Toki" wa Ki ta, Kiwami Apu Gattai!! | 11 février 2017 25 novembre 2017   |
| Mienumon profite de la mise en ligne d'un nouveau système d'exploitation pour infecter tous les smartphones. Tous deviennent inutilisables, créant le chaos. Haru et Gatchmon, aidés de leurs amis, vont devoir se rendre à la surface du Web pour vaincre l'armée de Virusmon. Mais dans cet espace, ils sont tous constitués de données, et peuvent donc facilement être infectés par le virus.                                                     |                                                                                       |                                                                    |                                                                  |                                    |
| 20 | Adieu, Astra ? Le cauchemar de Dreammon !                                             | さよならアストラ！？ドリーモンの悪夢！                             | Sayonara Asutora!? Dorīmon no Akumu!                             | 18 février 2017 26 novembre 2017   |
| Le père de Tarojirô demande à son fils s'il est prêt à partir suivre une formation à Kyoto pour pouvoir prendre sa succession à la tête de l'école de cérémonie du thé. Celui-ci ne sait que choisir entre écouter son père et continuer à faire des vidéos Apptube. Pour mieux dormir, il fait appel à une appli de rêve, qui le pousse à faire d'affreux cauchemars dans lesquels ces questionnements le poursuivent.                               |                                                                                       |                                                                    |                                                                  |                                    |
| 21 | En route vers le sommet ! L'entraînement féroce de Coachmon !                         | トップアイドルへの道！コーチモンの猛特訓！                         | Toppu Aidoru e no Michi! Kōchimon no Mō Tokkun!                  | 25 février 2017 27 novembre 2017   |
| Eri veut être l'une des candidates sélectionnées au sein du groupe des Appliyama 470 ! Pour réussir l'audition, elle suit un entraînement strict sous la tutelle de Coachmon ! Cependant, Coachmon ne serait-il pas en réalité au service de Léviathan ? |                                                                                       |                                                                    |                                                                  |                                    |
| 22 | Prête-moi ta force ! La rencontre entre Rei et Hackmon !                              | お前の力を俺に貸せ レイとハックモン、あの日の出会い                | Omae no Chikara o Ore ni Kase - Rei to Hakkumon, Ano Hi no Deai  | 4 mars 2017 28 novembre 2017       |
| Haru, Eri et Astra se lancent à la poursuite de Mienumon, qui leur a volé la carte de Weatherdoramon. Hackmon révèle à Rei qu'il a trouvé un moyen d'atteindre le niveau ultime, mais pour cela, il doit appli-fusionner avec Dezipmon. Rei est prêt à affronter cet Appmon, qui l'avait battu juste avant qu'Hackmon et lui ne soient partenaires.                                                                                                   |                                                                                       |                                                                    |                                                                  |                                    |
| 23 | Il faut récupérer le dernier Appmon Seven Codes. Ultime contre ultime !               | とりもどせセブンコードアプモン！対決 極VS極！                      | Torimodose Sebun Kōdo Apumon! Taiketsu Kiwami tai Kiwami!        | 11 mars 2017 29 novembre 2017      |
| Haru, Eri, Astra et leurs Appmons sont à la poursuite de Mienumon, qui détient la carte du dernier Appmon ultime, Weatherdoramon, et compte se réfugier dans le Deep Web près de Leviathan. |                                                                                       |                                                                    |                                                                  |                                    |
| 24 | Attaque du géant Cometmon ! Ouvre la porte, Dantemon !                                | ついに潜入ディープウェブ！謎のサイバー九龍！                       | Tsuini Sennyū Dīpu Webu! Nazo no Saibā Kūron!                    | 18 mars 2017 30 novembre 2017      |
| Cometmon est sur le point de détruire la porte qui permet d'accéder au Deep Web en détruisant tout le reste sur son passage, ce qui entraîne une perte des données dans le monde réel et sème la panique. Pour l'arrêter, Haru réussit à convoquer Dantemon, le super Appmon qui peut se matérialiser grâce à la réunion des Seven Codes. Dantemon terrasse Cometmon et ouvre la porte vers le Deep Web.                                              |                                                                                       |                                                                    |                                                                  |                                    |
| 25 | Enfin dans le Deep Web. La mystérieuse Cyber Kowloon !                                | ついに潜入ディープウェブ！謎のサイバー九龍！                       | Tsuini Sennyū Dīpu Webu! Nazo no Saibā Kūron!                    | 25 mars 2017 1er décembre 2017     |
| Haru et ses amis ont plongé dans le Deep Web pour combattre Léviathan. Mais là-bas, il n'y a pas de règles, et les obstacles sont nombreux. Des vers mangent des données informatiques et les font disparaître à jamais. C'est ce qui risque d'arriver à Haru et ses amis. |                                                                                       |                                                                    |                                                                  |                                    |
| 26 | Je suis un héros ?! La rencontre avec Gatchmon !                                      | ボクが主人公！？ガッチモンとの出会い)                              | Boku ga Shujinkō!? Gacchimon to no Deai                          | 1er avril 2017 2 décembre 2017     |
| Haru et Gatchmon reviennent sur les événements survenus depuis leur rencontre. Ils détaillent chaque Appmon et Appli Driver, et expliquent comment ils en sont arrivés là en résumant les épisodes précédents. |                                                                                       |                                                                    |                                                                  |                                    |
| 27 | Le cinquième Appli-Driver !                                                           | 五人目のアプリドライヴァー！)                                      | Goninme no Apuri Doraivā!                                        | 8 avril 2017 29 janvier 2018       |
| Un Appmon s'empare du réseau social Appter, compromettant la carrière d'Eri par des messages mensongers, et semant le chaos dans toute la ville. Mais cette fois-ci, la bataille s'annonce mal pour les trois Appli Driver. Sateramon, un appmon de niveau ultime, est envoyé par Léviathan pour les anéantir. |                                                                                       |                                                                    |                                                                  |                                    |
| 28 | L'Appli Drive Duo ! Offmon entre en scène !                                           | アプリドライヴDUO！オフモンあらわる                                | Apuri Doraivu Dyuo! Ofumon Arawaru                               | 15 avril 2017 30 janvier 2018      |
| Après avoir réussi à se débarrasser de Sateramon, Yûjin commence à expliquer à Haru et au reste de l'équipe dans quelles circonstances il est devenu lui aussi Appli Driver. Très émotif, Offmon prend tout à coup la fuite. |                                                                                       |                                                                    |                                                                  |                                    |
| 29 | On n'est plus partenaires ? La fugue de Gatchmon !                                    | バディ解消！？ガッチモンの家出)                                    | Badi Kaishō!? Gacchimon no Iede                                  | 22 avril 2017 31 janvier 2018      |
| Offmon est tellement mignon qu'il accapare l'attention de tout le monde ce qui rend Gatchmon particulièrement jaloux. Celui-ci décide de fuguer, accompagné de Dokamon et Musimon. Ensemble ils rencontrent Sôta, un petit garçon qui a fugué aussi parce qu'il trouve que ses parents s'occupent plus de son petit frère que de lui. |                                                                                       |                                                                    |                                                                  |                                    |
| 30 | Dokamon amoureux ?! L'appli culinaire MariPero débarque !                             | ドカモンの恋！？グルメアプリ・マリペロ襲来！                       | Dokamon no Koi!? Gurume Apuri・Maripero Shūrai!                  | 29 avril 2017 1er février 2018     |
| L'Appmon MariPero n'a pas de succès avec son appli culinaire spécialisée sur les plats servis en grosses portions. Elle se décide à aller rencontrer Eri et lui demande si elle veut bien lui enseigner l'art de la critique gastronomique. Eri doit se rendre sur un tournage, mais Dokamon se propose pour la remplacer. |                                                                                       |                                                                    |                                                                  |                                    |
| 31 | Perdus en chemin ? Le voyage terrifiant de Tripmon !                                  | 旅は道連れ！？トリップモンの恐怖トリップ                           | Tabi wa Michizure!? Torippumon no Kyōfu Torippu                  | 6 mai 2017 2 février 2018          |
| Eri gagne un voyage, auquel elle invite ses amis à participer. Mais Tripmon, un appmon infecté par le virus, change la destination rentrée dans son téléphone, et emmène le groupe d'Appli Driver à travers des petits chemins de montagne. Par ailleurs, Offmon se montre de plus en plus craintif au cours du voyage, et s'éloigne du groupe. |                                                                                       |                                                                    |                                                                  |                                    |
| 32 | Ramenons-le tous ensemble ! Offmon le reclus !                                        | みんなで連れ出せ！引きこもりのオフモン！                           | Minna de Tsuredase! Hikikomori no Ofumon!                        | 13 mai 2017 3 février 2018         |
| Après avoir mis en déroute Sateramon, Shutmon subitement devenu incontrôlable, se retourne contre Haru et ses amis. Il faut l'intervention de Yûjin pour que tout s'arrête, et pour que Shutmon se retransforme en Offmon. Profondément choqué par ce qui est arrivé, Offmon décide de s'isoler en prenant place dans une boîte. |                                                                                       |                                                                    |                                                                  |                                    |
| 33 | Le PDG lycéen ! Knight Unryûji entre en scène !                                       | 高校生CEO！雲龍寺ナイトあらわる！                                  | Kōkōsei CEO! Unryūji Naito Arawaru!                              | 20 mai 2017 4 février 2018         |
| Rei est déterminé à retrouver la trace de son petit frère. Il ne cesse de s'introduire dans le Cyber Kowloon, afin d'obtenir des informations. Lors de l'une de ses missions, il découvre que Léviathan est à la recherche d'un mystérieux Appmon. Au même moment, les choses changent à la société L-Corp et un nouveau PDG prend le pouvoir. |                                                                                       |                                                                    |                                                                  |                                    |
| 34 | Merci, le futur ! La cité de l'intelligence artificielle !                            | サンキュー未来！人工知能の街へようこそ！                           | Sankyū Mirai! Jinkōchinō no Machi e Yōkoso!                      | 27 mai 2017 5 février 2018         |
| Haru et ses amis vont visiter L-Town, une ville ultra-moderne entièrement gérée par des intelligences artificielles, créée par L-Corp. Ils y voient le nouveau PDG de L-Corp, Knight, un jeune homme de 16 ans, qui s'avère être un émissaire de Léviathan. |                                                                                       |                                                                    |                                                                  |                                    |
| 35 | Objectif : les neuf déesses ! Le grand sondage de popularité des Appliyama 470 !      | めざせ9人ゴッド！アプリ山470総選挙!                                | Mezase Kyūnin Goddo! Apuri Yama 470 Sōsenkyo!                    | 3 juin 2017 7 février 2018         |
| Eri se donne à fond pour gagner le grand sondage de popularité des Appliyama 470, avec le soutien de ses amis. Mais il semblerait qu'un Appmon trafique les votes en sa faveur, et cette tricherie est loin de lui plaire. Aidée de ses amis, Eri va donc tenter de rétablir les véritables chiffres. |                                                                                       |                                                                    |                                                                  |                                    |
| 36 | Résultats du sondage de popularité. Une menace pèse sur Eri !                         | 総選挙決着！エリに迫る魔の手!                                      | Sōsenkyo Kecchaku! Eri ni Semaru Manote!                         | 10 juin 2017 7 février 2018        |
| Le jour des résultats du grand sondage de popularité des Appliyama 470 est arrivé. Alors qu'Eri et ses amis attendent avec impatience le classement, Rei et Hackmon s'infiltrent dans l'un des bâtiments de la société L-Corp et découvrent que cette dernière a un lien avec Léviathan. |                                                                                       |                                                                    |                                                                  |                                    |
| 37 | L'attaque des Appmons Ultimes ! Les Quatre Ultimes !                                  | 襲来！極アプモン・アルティメット4！                                | Shūrai! Kiwami Apumon・Arutimetto 4!                             | 17 juin 2017 8 février 2018        |
| Les Quatre Ultimes parviennent à vaincre et à détruire les Appmons en détruisant les Appli Drive. Sur les ordres de Cloud, Haru et les autres sont aussi sur le point de se faire tuer, mais Yûjin, accompagné de Shutmon, arrive à temps pour les sauver. |                                                                                       |                                                                    |                                                                  |                                    |
| 38 | Il faut récupérer Gatchmon ! L'épreuve de Den'emon !                                  | ガッチモンを取り戻せ！電衛門じいちゃんの試練!                      | Gacchimon o Torimodose! Den'emon Jīchan no Shiren!               | 24 juin 2017 9 février 2018        |
| Haru et ses amis sont privés de leurs Appli Drive et de leurs Appmons, mais à la faveur d'un rendez-vous à la librairie de Ai, ils passent une porte secrète qui mène au monde virtuel et ont une conversation avec Den'emon, le grand-père «virtualisé» de Haru. Ce dernier les incite à entrer en contact avec Minerva, l'entité informatique bienveillante dont est accidentellement issu Leviathan.                                               |                                                                                       |                                                                    |                                                                  |                                    |
| 39 | Un nouveau pouvoir ! L'Appli Drive Duo !                                              | 新たな力！アプリドライヴDUO！                                      | Aratana Chikara! Apuri Doraivu Dyuo!                             | 1er juillet 2017 10 février 2018   |
| Haru et ses compagnons arrivent au cimetière Appmon. Tous espèrent y retrouver Yûjin. Cloud décide de leur tendre un piège en ayant pris soin au préalable d'en savoir plus sur leurs nouveaux Appli Drive. Biomon ressuscite les Quatre Ultimes. Ces derniers veulent prendre leur revanche sur Haru et ses amis. |                                                                                       |                                                                    |                                                                  |                                    |
| 40 | Les 4 Ultimes, suite ! Le cartel de Cloud !                                           | アルティメット4再び！クラウドの挑戦状！                            | Arutimetto 4 Futatabi! Kuraudo no Chōsenjō!                      | 8 juillet 2017 14 avril 2018       |
| Haru, Eri, Astra, Rei et leurs Appmons respectifs s'enfoncent plus profondément dans le Deep Web à la recherche de Yûjin et Offmon, kidnappés par Leviathan. Ils vont affronter les Quatre Ultimes placés sur leur chemin par Cloud, l'avatar de Leviathan. |                                                                                       |                                                                    |                                                                  |                                    |
| 41 | La bataille de l'extrême ! Globemon contre Charismon !                                | 極限の激闘！グローブモンVSカリスモン！                             | Kyokugen no Gekitō! Gurōbumon tai Karisumon!                     | 15 juillet 2017 15 avril 2018      |
| Arrivés au château Charisma, Haru et Gatchmon affrontent Cloud et Charismon pour les empêcher de faire exploser une bombe là où Yûjin et Offmon sont retenus prisonniers. Cloud est démasqué et les deux héros découvrent qu'il s'agit en réalité de Knight, le PDG de L Corp. |                                                                                       |                                                                    |                                                                  |                                    |
| 42 | La détermination de Rei ! À la recherche d'Hajime !                                   | レイの決意！はじめ捜索大作戦！                                     | Rei no Ketsui! Hajime Sōsaku Daisakusen!                         | 22 juillet 2017 21 avril 2018      |
| Rei se fait passer pour le nouvel agent d'Eri afin de pénétrer dans L Corp et de retrouver Hajime. Mais le rôle d'un agent implique de nombreuses responsabilités auxquelles Rei ne s'attendait pas. |                                                                                       |                                                                    |                                                                  |                                    |
| 43 | Réveille-toi, Sleepmon ! Le tournoi des Appmons, deuxième édition !!                  | 目覚めろ、スリープモン！アプモン選手権再び！！                     | Mezamero, Surīpumon! Apumon Senshuken Futatabi!!                 | 29 juillet 2017 22 avril 2018      |
| Rei a récupéré Hajime sous la forme de Sleepmon. Mais celui-ci est plongé dans un profond sommeil, et rien ni personne ne parvient à le réveiller, pas même les Appmons et leurs pouvoirs. Rei décide alors de ramener Sleepmon chez lui, et de prendre soin de lui, en attendant que la situation évolue. D'autant plus qu'Hajime détient sans doute des informations clés sur Léviathan et son terrible projet.                                     |                                                                                       |                                                                    |                                                                  |                                    |
| 44 | À la poursuite du fugitif Bootmon !                                                   | 逃亡者・ブートモンを追え！                                         | Tōbōsha・Būtomon o Oe!                                           | 5 août 2017 28 avril 2018          |
| Aiguillés par Hajime, Haru et Gatchmon décident d'aller récupérer Bootmon, l'Appmon qui génère de l'énergie, là où il a été caché : au jardin d'enfants Appmon de Kowloon. Ils le perdent, dans un premier temps, à cause de son programme d'évasion d'urgence, développé par Hajime afin de le protéger de Léviathan. |                                                                                       |                                                                    |                                                                  |                                    |
| 45 | Gros clash ! Agumon contre Gatchmon !                                                 | 大激突！？ガッチモンVSアグモン！                                   | Dai Gekitotsu!? Gacchimon tai Agumon!                            | 12 août 2017 29 avril 2018         |
| Manipulés par Uratekumon, les personnages de jeux vidéo sortent de leurs mondes et sèment la panique dans les appareils électroniques pour retrouver Bootmon. Haru et Gatchmon, aidés d'Agumon, décident d'y mettre un terme. |                                                                                       |                                                                    |                                                                  |                                    |
| 46 | La promesse sous le ciel étoilé ! L'opération de sauvetage d'Astra !                  | 星空の誓い！アストラ救出大作戦！                                   | Hoshizora no Chikai! Asutora Kyūshutsu Daisakusen!               | 19 août 2017 5 mai 2018            |
| Astra est emmené par son oncle dans un temple, car celui-ci trouve que l'écolier ne se concentre pas assez sur son rôle de successeur. Tous ses amis vont donc se lancer dans une mission de sauvetage pour le libérer, pendant que Rei cherche toujours des indices pour retrouver Bootmon. |                                                                                       |                                                                    |                                                                  |                                    |
| 47 | La vérité sur Yûjin !                                                                 | 勇仁の真実                                                         | Yūjin no Shinjitsu                                               | 26 août 2017 6 mai 2018            |
| Grâce au programme mis au point par Hajime et Rei, Haru finit par retrouver Bootmon. Mais au moment de le mettre en sécurité, Yûjin ordonne à Shutmon de détruire Bootmon. Yûjin révèle alors qu'il n'est pas un humain, mais une intelligence artificielle créée par Léviathan pour collecter des informations. |                                                                                       |                                                                    |                                                                  |                                    |
| 48 | Activation ! Le plan de numérisation de l'humanité !                                  | 起動！人類アプリ化計画！                                           | Kidō! Jinrui Apurika Keikaku!                                    | 2 septembre 2017 12 mai 2018       |
| Haru est choqué d'apprendre que Yûjin a toujours été un androïde au service de Léviathan. Le camp ennemi est maintenant pourvu d'un Appmon de niveau divin, Deusmon, quasi invincible. Pour stopper le plan de numérisation des humains enclenché par l'IA, l'affrontement est inévitable. |                                                                                       |                                                                    |                                                                  |                                    |
| 49 | L'évolution finale miraculeuse ! La venue des Appmons divins !                        | 奇跡の最終進化！神アプモン降臨！                                   | Kiseki no Saishū Shinka! Kami Apumon Kōrin!                      | 9 septembre 2017 13 mai 2018       |
| Rei, Astra et Eri, aidés de leurs Appmons de niveau divin, partent affronter Deusmon qui capture les êtres humains et les transforme en données numériques pour alimenter Léviathan. Pendant ce temps, Yûjin essaie d'éliminer Haru et parvient, grâce à Rebootmon, à faire apparaître Léviathan. |                                                                                       |                                                                    |                                                                  |                                    |
| 50 | Le lien de l'espoir ! Haru et Gaiamon !                                               | 希望の絆！ハルとガイアモン！！                                     | Kibō no Kizuna! Haru to Gaiamon!!                                | 16 septembre 2017 19 mai 2018      |
| Les Appmons divins affrontent la terrible créature qui plane au dessus de Tokyo, tandis que Léviathan commence à numériser les habitants. Les Appli Driver se retrouvent vite dépassés par la situation, et les chances d'arrêter l'intelligence artificielle maléfique s'amenuisent. |                                                                                       |                                                                    |                                                                  |                                    |
| 51 | Le rêve de l'Intelligence Artificielle.                                               | 人工知能の見る夢                                                   | Jinkōchinō no Miru Yume                                          | 23 septembre 2017 20 mai 2018      |
| Les Appmons sont prisonniers à l'intérieur de Léviathan et sur le point d'être absorbés. Mais Hajime imagine un plan : en réveillant Minerva, l'I.A. bienveillante, et en utilisant la parabole de la plus haute tour de Tokyo, il serait possible de pirater Léviathan et de libérer les Appmons. Une course contre la montre s'engage. |                                                                                       |                                                                    |                                                                  |                                    |
| 52 | Notre singularité.                                                                    | ボクたちのシンギュラリティー                                       | Bokutachi no Shingyuraritī                                       | 30 septembre 2017 26 mai 2018      |
| Les Appmons divins parviennent à vaincre Léviathan. Mais ce dernier tend un piège à Haru, il doit choisir entre sauver l'humanité en perdant Yûjin, ou garder Yûjin auprès de lui et laisser Léviathan dominer l'humanité. C'est finalement Yûjin lui-même qui fait le choix de se sacrifier pour sauver l'humanité. |                                                                                       |                                                                    |                                                                  |                                    |